# 沁河 (黄河一级支流)
沁河，黄河下游的一条支流，发源于山西省沁源县，流经山西省沁源县、安泽县、沁水县、阳城县、泽州县、河南省济源市、沁阳市、武陟县，于武陟县境内注入黄河。沁河全长485千米，是山西省第二大河流，其中在山西省境内长363千米，河南省境内长125公里，总流域面积13,532平方公里。

## 历史
沁河古称洎水，又称少水、沁水。《左传》描述齐、晋之间某次战役，就提到过“少水”。曹魏年间，从山西向河南运粮，为太行山所阻隔，而沁河又不能行船，于是就沿沁河阳城段河谷右岸，在石崖上凿孔铺设栈道。现今沁河右岸侧壁上，有建于三国时期的沁河古栈道遗址。

## 水文
在流经的地形地貌中，石质山林占53%，土石丘陵占35%，河谷盆地占10%，冲积平原占2%。沁河河源至五龙口河道长395千米，水流湍急，水力资源较丰，多瀑布。五龙口为沁河的出山口，沁河出五龙口后坡度陡降，流经冲积平原之上，水流平缓，河长90千米，流域面积约270平方千米，两岸有堤。河床高出两岸地面2～4米，与黄河下游河道相似，为“地上河”，有洪灾的风险。当黄河大洪水时，往往对沁河倒灌，形成“黄沁并溢”的现象，威胁豫北地区。属大陆性季风气候，汛期集中在夏季7、8月。多年平均径流量13亿立方米，年平均流量为48.95立方米/秒；多年平均实测输沙量0.05亿吨，含沙量低。2016年，在武陟县开展沁河下游防洪治理工程，也是中华人民共和国成立以来规模最大的治理工程。

## 主要支流
丹河是沁河的最大支流，发源于山西省高平县玻璃山石堂沟村，从北向南流经博爱县、沁阳市，在沁阳市北金村汇入沁河，全长120千米，流域面积3,152平方千米。